# Daniel Serrão
Daniel dos Santos Pinto Serrão GCSE • GCIH (Vila Real, São Dinis, 1 de março de 1928 – Trofa, 8 de janeiro de 2017) foi um médico português.
Era uma personalidade ligada à Medicina, mais concretamente à anatomia patológica e à bioética. Era especialista em Ética da Vida e também conselheiro do Papa por ser membro da Academia Pontifícia para a Vida.

## Biografia
Frequentou os Liceus de Viana do Castelo e Coimbra e, em 1944, completou o Curso Geral dos Liceus, com 18 valores, na cidade de Aveiro. Ainda na mesma cidade, em 1945, termina o Curso Complementar de Ciências, com 18 valores. Com média final de 17 valores, termina, em 1951, o curso de Medicina na Faculdade de Medicina da Universidade do Porto.
Entre 1951 e 1953, cumpriu o serviço militar obrigatório, prestando serviço no Hospital Regional N.º 1 do Porto. Em 1958, casou com Maria do Rosário de Castro Quaresma Valladares Souto, de quem teve 6 filhos: Manuel José de Valadares Souto Pinto Serrão (1959), Luís Daniel de Valadares Souto Pinto Serrão (1960-1994), Maria do Rosário de Valadares Souto Pinto Serrão (1963), Maria Paula de Valadares Souto Pinto Serrão (1964) , Maria Beatriz de Valadares Souto Pinto Serrão (1966-2014) e Maria Fernanda de Valadares Souto Pinto Serrão (1967). Tinha 10 netos: Inês Branco Mendes (1990), Rosário Brito e Cunha (1992), Bernardo Serrão Brochado (1993),Francisca Branco Mendes (1993), Filipe Coutinho (1994), Tiago Serrão Cunha (1994), Mariana Cunha (1997), António Pereira Coutinho (2002), Joana Carravilla Serrão (2003) e João Pereira Coutinho (2008).
Em 1959, doutorou-se com 19 valores e, em 1961, concorre a professor extraordinário de Anatomia Patológica. Neste concurso, é aprovado por unanimidade. De outubro de 1967 a novembro de 1969, esteve mobilizado, em Luanda, prestando serviço no Hospital Militar como anátomo-patologista, saindo como Major da Guerra Colonial Portuguesa.

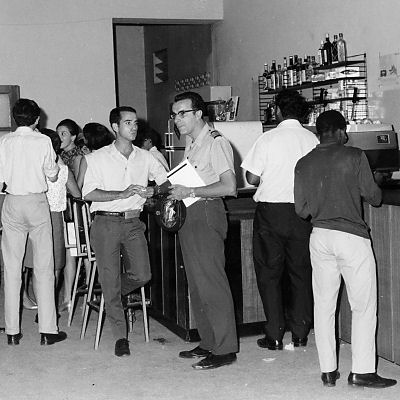
Daniel Serrão em Luanda, como Capitão Miliciano Médico, em 1968.

Em 1971, concorre a Professor Catedrático, sendo aprovado, mais uma vez, por unanimidade, e assumindo a direção do Serviço Académico e Hospitalar de anatomia patológica.
Em junho de 1975, durante o PREC, foi demitido de todas as suas funções, na sequência de um saneamento político. No mês seguinte, abriu um laboratório privado de Anatomia Patológica, que viria a dirigir durante mais de 25 anos. Em junho de 1976, após o afastamento da influência da extrema-esquerda na política portuguesa, pôde, por decisão do Conselho da Revolução, retomar todas as suas funções hospitalares e académicas, e foram-lhe pagos os vencimentos dos 12 meses em que esteve impedido de exercer funções.
O laboratório privado de anatomia patológica que fundou em julho de 1975 foi por si dirigido até dezembro de 2002. Durante esse período, o Laboratório realizou mais de 1,6 milhões de exames histológicos e citológicos para hospitais públicos e para clientes privados.
Foi jubilado em 1 de março de 1998.
A 4 de novembro de 2008, foi agraciado com a Grã-Cruz da Ordem Militar de Sant'Iago da Espada.
Em 2009, recebeu uma homenagem nas comemorações do seu 80.º aniversário, uma iniciativa conjunta do Centro Regional do Porto da Universidade Católica e do Instituto de Bioética da UCP. O Prémio da Ordem dos Médicos passou a chamar-se, em sua homenagem, Prémio Daniel Serrão, destinado a agraciar o médico licenciado pela Faculdade de Medicina do Porto, pelo Instituto de Ciências Biomédicas Abel Salazar ou pela Escola de Ciências da Saúde da Universidade do Minho que, no ano transato, tenha alcançado a classificação mais elevada.
Em 2010, a Câmara Municipal de Vila Nova de Gaia deu o seu nome a uma nova rua, situada entre a Avenida da República e a Rua General Torres.
Em 2014, foi atropelado numa passadeira, no cruzamento da Rua do Conde de Avranches com a Rua de S. Tomé, no Porto, e esteve internado no Hospital de São João.
Morreu em 8 de janeiro de 2017, aos 88 anos de idade, no Hospital da Trofa, vítima de problemas respiratórios decorrentes do atropelamento, do qual nunca mais recuperou.
A 1 de março de 2017, foi agraciado, a título póstumo, com a Grã-Cruz da Ordem do Infante D. Henrique, distinção que foi entregue pelo Presidente Marcelo Rebelo de Sousa à sua viúva, em cerimónia realizada a 27 de junho de 2017.
| “ | Nenhuma dificuldade é superior à nossa determinação de a vencer | ” |

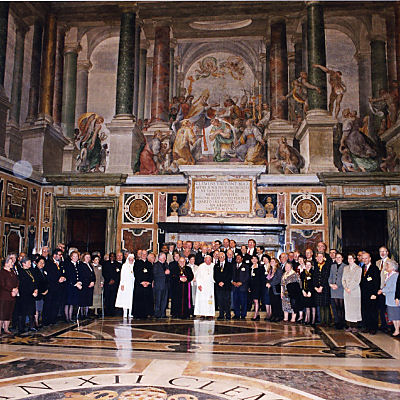
Daniel Serrão e outros membros da Academia Pontifica para a Vida, ao centro o Papa João Paulo II